# Августа Ройсс-Еберсдорфська
Авґуста-Кароліна Софія Ройсс-Еберсдорфська (нім. Auguste Caroline Sophie Reuß zu Ebersdorf; 19 січня 1757 — 16 листопада 1831) — графиня (пізніше принцеса) з роду Ройсс (молодшої лінії), у шлюбі — герцогиня Саксен-Кобург-Заальфельдська.

## Життєпис
Народилась 19 січня 1757 року у Еберсдорфському палаці. Була другою дитиною з семи дітей Генріха XXIV, графа Ройсс-Еберсдорфського та його дружини Кароліни Ернестіни Ербах-Шенберзької. Дорослого віку досяг її брат Генріх LI та сестри Луїза і Генрієтта.
Авґуста Кароліна вважалася однією з найкрасивіших жінок свого часу. Її батько замовив художнику Йогану Генріху Тішбейну портрет дочки, на якому вона була зображена в образі Артемісії. Картину повісили в будівлі рейхстагу в Регенсбурзі, де її змогли б побачити потенційні кандидати на руку Авґусти-Кароліни.
У Еберсдофе 13 червня 1777 року Августа Кароліна вийшла заміж за Франца Фрідріха Антона, герцога Саксен-Кобург-Заальфельдского, який купив перед цим картину за великі гроші.
З трьома старшими доньками герцогиня здійснила поїздку в Санкт-Петербург, коли Катерина II вибирала наречену для свого другого внука, Костянтина Павловича. Вибір припав на Юліану Генріетту Ульрику, молодшу з трьох Саксен-Кобургських принцес.

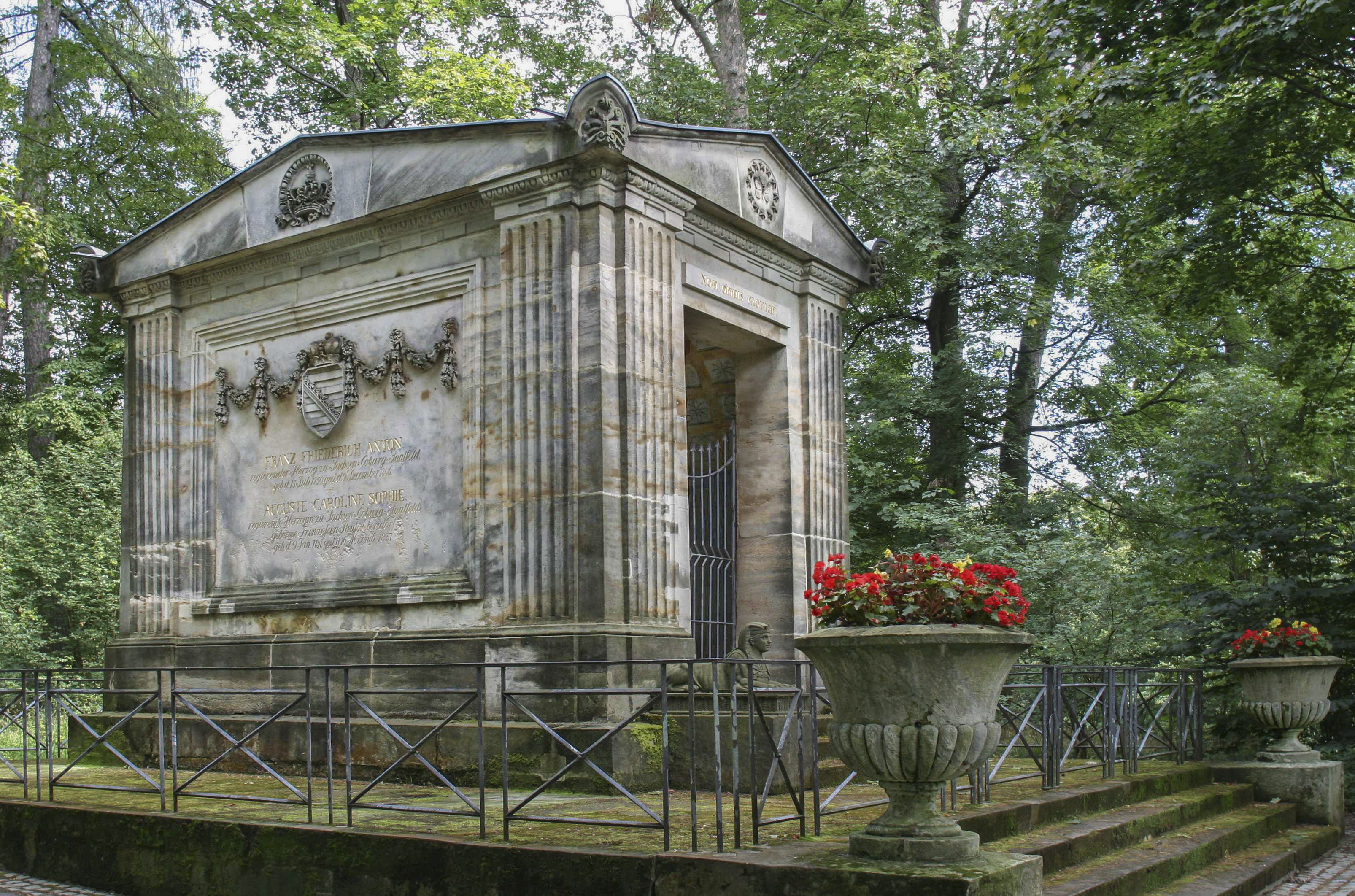
Мавзолей в королівському саду Кобурга де похована Августа-Кароліна

Авґуста померла в Кобурзі 16 листопада 1831 року у 74-річному віці, через п'ять місяців після обрання її сина Леопольда королем бельгійців. Похована поруч із чоловіком у мавзолеї Кобургів в придворному саду.
Авґуста-Кароліна Софія Ройсс-Еберсдорфська була бабусею багатьох монархів Європи, в тому числі й королеви Великої Британії Вікторії та її чоловіка, принца Альберта, короля Португалії Фердинанду II, імператриці Мексики Шарлотти та її брата Леопольда II короля Бельгії.

## Родина
Чоловік — Франц (герцог Саксен-Кобург-Заальфельдський)
Діти:
- Софія (1778—1835),
- Антуанетта (1779—1828)
- Юліана Генрієтта (1781—1860)
- Ернст (1784—1844)
- Фердинанд (1785—1851), в шлюбі з Марією Антонією Кохарі, батько короля-консорт Португалії Фердинанда
- Вікторія
- Леопольд